# Даия, Тиш
Тиш Даия (алб. Tish Daija 30 января 1926, Шкодер, Албанская республика — 3 октября 2003, Тирана, Албания) — албанский композитор. Автор первого албанского балета. Народный артист Албании.

## Биография
Родился в семье ремесленника. Отец и дядя участвовали в музыкальном ансамбле при патриотическом союзе Розафат в Шкодере. Тиш начал петь в возрасте шести лет во францисканском хоре под руководством Мартина Гьйока и Филипа Мазреку. Позднее играл на кларнете и саксофоне в музыкальном ансамбле Пренка Якова. В возрасте тринадцати лет начал сочинять, написал, в том числе, популярные в районе Шкодера песни Çik, o mori çikë и Ndal bre vashë.
Во время Второй мировой войны учился во францисканском колледже. По окончании школы в 1946 году работал учителем музыки во Влёре. Кроме участия в музыкальной жизни города, также посвящал время своему второму увлечению — футболу: четыре сезона играл за команду «Фламуртари» как нападающий.
В 1951 году поступил в Московскую консерваторию, где тоже играл за футбольную команду. Закончил учёбу в 1956 и вернулся в Албанию. В этом же году начал работать в министерстве культуры и науки. В 1962 году был назначен руководителем ансамбля песни и пляски и в течение восемнадцати лет вывел этот ансамбль на международный уровень. В это же время был преподавателем в Институте искусств Албании.
В 1994 году выехал в США, где совместно с Марией Душай занимался подготовкой дисков записей албанских песен. В 1998 году основал Тиранский фестиваль детской песни.
Написал несколько десятков произведений, среди них первый албанский балет Халиль и Хаирия, две оперы, три оперетты, симфонии, вокальные произведения, песни и произведения для детей.
В 1999 был избран членом Академии наук Албании. Получил звание Народного артиста (алб.  Artist i Popullit).
Был женат на Аделаиде Даия.

## Произведения

### Оперы
- 1960: Весна (алб. Pranvera)
- 1980: Vjosa

### Оперетты
- 1957: Leljaja
- 1967: Осень искусства (алб. Vjeshta e arte)
- 1990: Цветы Чаюпи (алб. Lulet e Çajupit)

### Балеты
- 1963: Халиль и Хаирия
- 1972: Дети рыбака (алб. Bijtë e peshkatarit)

### Другие произведения
- 1954: Квартет с арфой (Квартет для арф?)
- 1955: Симфоническая сюита «День на пикнике» (алб. Një ditë pikniku)
- 1974: Фантазия для скрипки с оркестром
- 1982: Концерт для фортепиано с оркестром
- 1996: «Мысли в движении» (алб. Mendim në lëvizje) для виолончели и фортепиано
- 1977: «Фатальное упорство» (алб. Ngulmim fatal) для контрабаса и фортепиано
- Рапсодия для флейты с оркестром

### Музыка к кинофильмам
- 1956: Палка выручалка (мультфильм, СССР)
- 1957: Её дети
- 1961: Дебатик
- 1966: Комиссар света
- 1972: Бунт в квартире
- 1976: Дети войны